# بخشش‌های محبت‌آمیز
بخشش‌های محبت‌آمیز (انگلیسی: Tender Mercies) یک فیلم به کارگردانی بروس برسفورد است که در سال ۱۹۸۳ منتشر شد. از بازیگران آن می‌توان به رابرت دووال، بتی باکلی، الن بارکین، تس هارپر، و پال گلیسون اشاره کرد.
این فیلم برنده جوایزی همچون جایزه اسکار بهترین بازیگر نقش اول مرد (رابرت دووال)، جایزه اسکار بهترین فیلم‌نامه غیراقتباسی(هورتون فوت) و جایزه گلدن گلوب بهترین بازیگر مرد فیلم درام (رابرت دووال) شده‌است.